# Comité exécutif de la Banque centrale européenne
 (février 2023).
Si vous disposez d'ouvrages ou d'articles de référence ou si vous connaissez des sites web de qualité traitant du thème abordé ici, merci de compléter l'article en donnant les références utiles à sa vérifiabilité et en les liant à la section « Notes et références ».
Le Comité exécutif de la Banque centrale européenne est l'organe responsable de la mise en œuvre de la politique monétaire de la zone euro conformément aux directives du Conseil des gouverneurs de la Banque centrale européenne.

## Membres
| année | Président           | Vice-président   | Autres membres           | Autres membres              | Autres membres         | Autres membres        | Autres membres |
| ----- | ------------------- | ---------------- | ------------------------ | --------------------------- | ---------------------- | --------------------- | -------------- |
| 1998  | Wim Duisenberg      | Christian Noyer  | Sirkka Hämäläinen        | Eugenio Domingo Solans      | Tommaso Padoa-Schioppa | Otmar Issing          |                |
| 1999  | Wim Duisenberg      | Christian Noyer  | Sirkka Hämäläinen        | Eugenio Domingo Solans      | Tommaso Padoa-Schioppa | Otmar Issing          |                |
| 2000  | Wim Duisenberg      | Christian Noyer  | Sirkka Hämäläinen        | Eugenio Domingo Solans      | Tommaso Padoa-Schioppa | Otmar Issing          |                |
| 2001  | Wim Duisenberg      | Christian Noyer  | Sirkka Hämäläinen        | Eugenio Domingo Solans      | Tommaso Padoa-Schioppa | Otmar Issing          |                |
| 2002  | Wim Duisenberg      | Lucas Papademos  | Sirkka Hämäläinen        | Eugenio Domingo Solans      | Tommaso Padoa-Schioppa | Otmar Issing          |                |
| 2003  | Jean-Claude Trichet | Lucas Papademos  | Gertrude Tumpel-Gugerell | Eugenio Domingo Solans      | Tommaso Padoa-Schioppa | Otmar Issing          |                |
| 2004  | Jean-Claude Trichet | Lucas Papademos  | Gertrude Tumpel-Gugerell | José Manuel González Paramo | Tommaso Padoa-Schioppa | Otmar Issing          |                |
| 2005  | Jean-Claude Trichet | Lucas Papademos  | Gertrude Tumpel-Gugerell | José Manuel González Paramo | Lorenzo Bini Smaghi    | Otmar Issing          |                |
| 2006  | Jean-Claude Trichet | Lucas Papademos  | Gertrude Tumpel-Gugerell | José Manuel González Paramo | Lorenzo Bini Smaghi    | Jürgen Stark          |                |
| 2007  | Jean-Claude Trichet | Lucas Papademos  | Gertrude Tumpel-Gugerell | José Manuel González Paramo | Lorenzo Bini Smaghi    | Jürgen Stark          |                |
| 2008  | Jean-Claude Trichet | Lucas Papademos  | Gertrude Tumpel-Gugerell | José Manuel González Paramo | Lorenzo Bini Smaghi    | Jürgen Stark          |                |
| 2009  | Jean-Claude Trichet | Lucas Papademos  | Gertrude Tumpel-Gugerell | José Manuel González Paramo | Lorenzo Bini Smaghi    | Jürgen Stark          |                |
| 2010  | Jean-Claude Trichet | Vítor Constâncio | Gertrude Tumpel-Gugerell | José Manuel González Paramo | Lorenzo Bini Smaghi    | Jürgen Stark          |                |
| 2011  | Mario Draghi        | Vítor Constâncio | Peter Praet              | José Manuel González Paramo | Lorenzo Bini Smaghi    | Jürgen Stark          |                |
| 2012  | Mario Draghi        | Vítor Constâncio | Peter Praet              | José Manuel González Paramo | Benoît Cœuré           | Jörg Asmussen         |                |
| 2013  | Mario Draghi        | Vítor Constâncio | Peter Praet              | Yves Mersch                 | Benoît Cœuré           | Jörg Asmussen         |                |
| 2014  | Mario Draghi        | Vítor Constâncio | Peter Praet              | Yves Mersch                 | Benoît Cœuré           | Sabine Lautenschläger |                |
| 2015  | Mario Draghi        | Vítor Constâncio | Peter Praet              | Yves Mersch                 | Benoît Cœuré           | Sabine Lautenschläger |                |
| 2016  | Mario Draghi        | Vítor Constâncio | Peter Praet              | Yves Mersch                 | Benoît Cœuré           | Sabine Lautenschläger |                |
| 2017  | Mario Draghi        | Vítor Constâncio | Peter Praet              | Yves Mersch                 | Benoît Cœuré           | Sabine Lautenschläger |                |
| 2018  | Mario Draghi        | Luis de Guindos  | Peter Praet              | Yves Mersch                 | Benoît Cœuré           | Sabine Lautenschläger |                |
| 2019  | Christine Lagarde   | Luis de Guindos  | Philip Lane              | Yves Mersch                 | Benoît Cœuré           | Sabine Lautenschläger |                |
| 2020  | Christine Lagarde   | Luis de Guindos  | Philip Lane              | Yves Mersch                 | Fabio Panetta          | Isabel Schnabel       |                |
| 2021  | Christine Lagarde   | Luis de Guindos  | Philip Lane              | Frank Elderson              | Fabio Panetta          | Isabel Schnabel       |                |
| 2022  | Christine Lagarde   | Luis de Guindos  | Philip Lane              | Frank Elderson              | Fabio Panetta          | Isabel Schnabel       |                |